# Wirt megye
Wirt megye az Amerikai Egyesült Államokban, azon belül Nyugat-Virginia államban található. Megyeszékhelye és egyben legnagyobb városa Elizabeth. Lakosainak száma 5194 fő (2020. április 1.). Wirt megye Ritchie, Calhoun, Roane, Jackson és Wood megyékkel határos.

## Népesség
A megye népességének változása:
| Lakosok száma | 5736 | 5803 | 5839 | 5901 | 5880 | 5194 |
|               | 2010 | 2011 | 2012 | 2013 | 2015 | 2020 |